# 1951年苏联—波兰领土交换

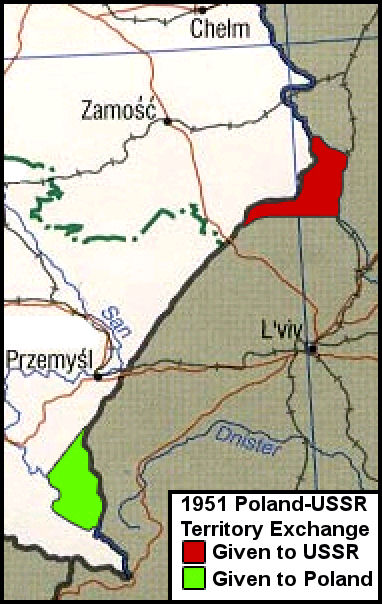
波兰放弃的领土为红色，苏联放弃的领土为绿色

1951苏联-波兰领土交换或《苏联-波兰边界调整条约》是两国以1945年8月16日《苏波边界条约》为基准，在边界交换了约480 km2（185 sq mi）领土。1951年2月15日签约。1951年5月28日、1951年5月31日分别由波兰、苏联两国当局批准。1951年6月5日生效。
苏联放弃了德羅戈貝奇州的下烏斯奇基及村庄：Czarna、Shevchenko（1957年恢复为波兰语地名Lutowiska)、Krościenko、Bandrów Narodowy、Bystre、Liskowate。1975年为克罗斯诺省管辖。1999年1月1日为喀尔巴阡山省管辖。是乌斯奇基油田的延申。日产原油80吨。1968年至1969年，在此区域的桑河上建成了索利那水电站，坝高81米，总库容4.7亿立方米。
波兰放弃了卢布林省的城镇：貝爾茲、烏格尼夫、切爾沃諾格勒、瓦里亚日。都归属利沃夫州的索卡利区。位于布格河及其支流索洛基亞河的右岸。科韦利至利沃夫铁路经过此地。 